# Lijst van voetbalinterlands Tsjechië - Zweden
Deze lijst van voetbalinterlands is een overzicht van alle officiële voetbalwedstrijden tussen de nationale teams van Tsjechië en Zweden. De landen hebben tot op heden vier keer tegen elkaar gespeeld. De eerste ontmoeting was een vriendschappelijke wedstrijd in Teplice op 20 november 2002. Het laatste duel, een kwalificatiewedstrijd voor het Wereldkampioenschap voetbal 2022, vond plaats op 24 maart 2022 in Solna.

## Wedstrijden
| № | Plaats   | Datum            | Competitie           | Wedstrijd         | Uitslag |
| - | -------- | ---------------- | -------------------- | ----------------- | ------- |
| 1 | Teplice  | 20 november 2002 | Vriendschappelijk    | Tsjechië − Zweden | 3 − 3   |
| 2 | Göteborg | 17 augustus 2005 | Vriendschappelijk    | Zweden − Tsjechië | 2 − 1   |
| 3 | Solna    | 29 maart 2016    | Vriendschappelijk    | Zweden − Tsjechië | 1 − 1   |
| 4 | Solna    | 24 maart 2022    | WK 2022 kwalificatie | Zweden – Tsjechië | 1 − 0   |

## Samenvatting
| Competitie        | Totaal gespeeld | Winst Tsjechië | Gelijk | Winst Zweden | Doelsaldo Tsjechië – Zweden |
| ----------------- | --------------- | -------------- | ------ | ------------ | --------------------------- |
| WK-kwalificatie   | 1               | 0              | 0      | 1            | 0 − 1                       |
| Vriendschappelijk | 3               | 0              | 2      | 1            | 5 − 6                       |
| Totaal            | 4               | 0              | 2      | 2            | 5 − 7                       |

## Details

### Tweede ontmoeting
| Vriendschappelijk (Göteborg, Zweden, 17 augustus 2005):   |       |                       |
| Zweden                                                    | 2 – 1 | Tsjechië              |
| Henrik Larsson 19' Markus Rosenberg 26'                   | goals | 22' (pen.) Jan Koller |
| - Debuut van Zdeněk Pospěch (Sparta Praag) voor Tsjechië. |       |                       |